# Voivodato di Zielona Góra

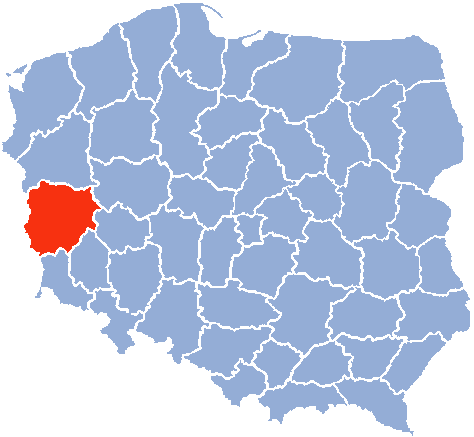
Voivodato di Zielona Góra

Il voivodato di Zielona Góra (in polacco: województwo zielonogórskie) è stato un'unità di divisione amministrativa e governo locale della Polonia negli anni dal 1975 al 1998. È stato sostituito nel 1999 dal voivodato di Lubusz. La città capitale era Zielona Góra.

## Principali città (popolazione nel 1995)
- Zielona Góra (116.100)
- Nowa Sól (43.200)
- Żary (40.900)
- Żagań (28.300)
- Świebodzin (22.700)